# An Teallach
An Teallach es una montaña en Escocia (Reino Unido). Tiene 1.062 metros de alto. Queda al suroeste de Dundonnell y queda por encima del Little Loch Broom, en una zona a menudo apodada la "gran zona salvaje". An Teallach significa "El yunque" o "La forja" en gaélico escocés; aunque la mayor parte de los estudiosos pretenden que el segundo nombre es la traducción más correcta pues el nombre de la montaña se refiere más al color del terreno bajo ciertas condiciones de luz, más que a su forma.
La montaña está hecha principalmente de arenisca torridoniana. Como los picos alrededor de Torridon (de las que recibe su nombre la roca), An Teallach tiene los lados aterrazados desgarrados por barrancos muy inclinados y una cresta rocosa afilada en Sgùrr Fiona. La sección más inclinada, conocida como Corrag Bhuidhe, se alza por encima del loch Toll an Lochain. El accidente más espectacular de Corrag Bhuidhe es un pináculo que sobresale conocido como Lord Berkeley's Seat ("el sitio de Lord Berkeley").

## Cumbres
An Teallach es un complejo macizo montañoso, con diez cumbres distintas de más de 3.000 pies (914,4 m s. n. m.). De 1891 a 1981, sólo la mayor de ellas, Bidean a' Ghlas Thuill, tuvo la categoría de un munro – una montaña separada de más de tres mil pies. En 1981 el Scottish Mountaineering Club otorgó el estatus de munro a Sgùrr Fiona, en reconocimiento de su considerable prominencia topográfica (150 m) y una naturaleza distintiva. La lista completa de los munros y tops (cumbres secundarias que aparecen en las Tablas de Munro) está hoy de la siguiente manera:
- Bidean a' Ghlas Thuill 1062 m (3484 ft)
  - Glas Mheall Mòr 979 m (3212 ft)
  - Glas Mheall Liath 960 m (3150 ft)
- Sgùrr Fiona 1060 m (3478 ft)
  - Corrag Bhuidhe 1040 m (3412 ft)
  - Lord Berkeley's Seat 1030 m (3379 ft)
  - Sgurr Creag an Eich 1017 m (3337 ft)
  - Stob Cadha Gobhlach 960 m (3150 ft)
  - Sàil Liath 954 m (3130 ft)
  - Corrag Bhuidhe Buttress 945 m (3100 ft)

## Rutas de ascenso
La ruta más simple de ascenso es probablemente la que parte de Dundonnell, que sigue un buen sendero sobre el terreno que se alza para alcanzar la cumbre septentrional, Bidein a' Ghlas Thuill, una distancia de alrededor de 6 km. Desde aquí, la segunda cumbre, Sgurr Fiona, queda alrededor de 1 km al suroeste.
Una ruta septentrional alternativa se dirige desde Corrie Hallie, que queda alrededor de 4 km al sur de Dundonnell. Esta ruta, que tiene alrededor de 5 km de largo, sigue de manera muy pendiente a la cabeza del corrie de Glas Tholl para llegar a la principal cresta justo al norte de Bidein a' Ghlas Thuill.
Ambas rutas, sin embargo, se pierden la sección central, por la que An Teallach es más conocida. Una ruta que alcanza las cumbres desde el sur empieza cerca de Corrie Hallie. Luego sigue una pista (después un sendero) por el suroeste durante unos 5 kilómetros. Luego se rompe hacia el norte, subiendo por el extremo meridional de la cresta a través de una cumbre secundaria conocida como Sàil Liath. Dirigiéndose hacia el noroeste hacia los contrafuertes de Corrag Bhuidhe debe hay que elegir. Puede seguirse por las rocas gateando directamente (incluyendo el cruce de Lord Berkley's Seat), o tomar el sendero de circunvalación de la ladera suroeste. Este sendero está erosionado en algunos lugares y no debería ser considerado una opción fácil.
La travesía invernal de la cresta es probablemente más exigente que la de Liathach o Aonach Eagach, debido a la comparativamente, lejanía de la montaña. Algunos grupos usan un refugio en Shenavall como base para pasar la noche.

## Enlaces externos

Vista de 360° desde Sgurr Fiona, An Teallach, Escocia.